# Max Schmiedl
Marcus „Max“ Schmiedl (* 25. Juli 1971 in Wien) ist ein österreichischer Musiker, Schauspieler und Kabarettist.

## Leben
Marcus Schmiedl wechselte nach Abschluss der Schauspielschule des Wiener Volkstheaters nach Deutschland, wo er zunächst am Stadttheater Osnabrück und vier Jahre später am Staatstheater Karlsruhe tätig war. Der damalige Intendant des Salzburger Landestheaters engagierte Schmiedl im Jahre 2000 an sein Haus, nachdem er ihn als Ferdinand in Schillers Kabale und Liebe gesehen hatte. Schmiedl spielte diese Rolle daraufhin in Salzburg nochmals. Ebenfalls im Jahr 2000 nahm Schmiedl an der österreichischen Reality-Soap Taxi Orange (Big Brother-ähnlich) teil, bei der er auch gewann und wie angekündigt seinen Gewinn von einer Million Schilling spendete.
Nachdem Schmiedl schon in Taxi Orange eigene Lieder auf der Gitarre gespielt und gesungen hatte, begann er nach der Sendung eine musikalische Karriere. Er schaffte es mit seinem Album 1–13 bis auf Platz 2 der Ö3 Austria Top 40 und bekam die goldene Schallplatte für 25.000 verkaufte Tonträger. Drei Jahre später begann die Comedy-Sendung echt fett auf ORF eins, wo er bis 2004 mitspielte. Er wechselte dann als Moderator der Sendung Volltreffer zu ATV+, bis er von Volker Piesczek abgelöst wurde. Bis 2006 arbeitete er weiter im Hintergrund der Sendung. Im selben Jahr sollte er wieder zu echt fett zurückkehren, was er dann doch nicht tat.
Außerdem nahm er am 13. Juni 2003 an der ORF 2-Kochserie Frisch gekocht ist halb gewonnen teil.
Von April bis Juni 2007 war er in der österreichischen Daily Soap Mitten im 8en zu sehen. Des Weiteren spielt er auch einen Polizeiermittler in dem vierteiligen Fernsehthriller Zodiak – Der Horoskop-Mörder an der Seite von Alexandra Neldel, Friedrich von Thun und anderen. 2007 war er Teilnehmer der ORF1-Sendung 13.
Max Schmiedl spielte auch in der ORF-Sendung Das Match (2008) mit.
Des Weiteren hatte Schmiedl einen kurzen Gastauftritt als Taxifahrer in der ORF-Serie Dolce Vita & Co. Ab 2011 moderiert er sehr erfolgreich die Quizshow Quiz Taxi Österreich, die in der ersten Staffel 163 % über dem Senderdurchschnitt lag. Puls 4 entschied sich daraufhin für eine Verlängerung, die ab April 2012 in Wien, Innsbruck, Linz und Klagenfurt gedreht wird.
Schmiedl war für die Romy 2012 in der Kategorie „Beliebtester Moderator Unterhaltung“ nominiert.
Seit 2012 ist Schmiedl mit seinem ersten Kabarett-Soloprogramm Von Anfang an auf Österreichtournee, 2013 war er damit im ORF im Rahmen der Hyundai Kabarett-Tage zu sehen.
Im Jahre 2014 zog sich Max Schmiedl aus der Öffentlichkeit zurück, um sich ganz seiner Familie zu widmen. Im Jahr 2018 erhielt er von Österreichs größter Tageszeitung, der Kronen Zeitung, ein Angebot für eine eigene Talkshow mit dem Namen Stiegenhaus West. Diese Sendung lief bis März 2020 und wurde auf Grund der Corona-Maßnahmen beendet.
Im Oktober 2019 gelang Max Schmiedl ein neuer Achtungserfolg auf dem Musikmarkt. Sein Song Erde, den er gemeinsam mit seiner Tochter Leni aufnahm, schaffte es auf Platz 27 in den deutschen iTunes-Charts. Die nächste Single Sternenstaub, die im Frühjahr 2020 erschien, erreichte in den deutschen iTunes-Charts Platz 29. Mit dem Lied Sternenstaub ist Schmiedl auch auf dem Sampler The Dome Vol. 93 vertreten. Die nächste Nummer Cinderella enterte neben den iTunes-Charts (Platz 33) auch die Bayern-Charts. Die letzte Veröffentlichung im Mai 2020 war die Nummer Sommer, die Platz 38 der deutschen iTunes-Charts erreichte.
In Zusammenarbeit mit Joesi Prokopetz und Peter Hofbauer erscheint am 15. September 2022 das 2. Studioalbum mit dem Titel #damals, das im Wiener Metropol seine Premiere feiern wird. Auf diesem Album werden 15 Titel zu finden sein, die eine Mischung aus Hip-Hop, Austropop und EDM sein werden. Die erste Auskopplung des Albums war als Musiktipp der Woche in Dauerrotation auf Puls 4. Die zweite Nummer „net scho wida aufstehen“ ist am 15. Juni 2022 erschienen. Max Schmiedl arbeitet bereits an seinem 3. Studioalbum, das voraussichtlich Anfang / Mitte 2023 erscheinen wird. Max Schmiedl bestreitet seine Auftritte mit einem DJ-Set sowie zwei Gitarren, wovon er selbst eine spielt.

## Filmografie (Auswahl)
- 2000: Taxi Orange (Teilnehmer & Sieger)
- 2002: Dolce Vita & Co (Gastauftritt)
- 2003: Kommissar Rex (TV-Serie, eine Folge)
- 2003–2007 Echt fett (Comedyshow)
- 2004–2005: Volltreffer (Moderator)
- 2006: SOKO Donau/SOKO Wien – Schmutzige Geschäfte
- 2007: Mitten im 8en (Fernsehsoap)
- 2007: Zodiak – Der Horoskop-Mörder
- 2008: Und ewig schweigen die Männer
- 2008: Revanche
- 2008: Das Match
- 2010: Die Mutprobe
- 2010: Meine Tochter nicht (Fernsehfilm)
- 2011–2012: Quiz Taxi Österreich
- 2011–2012: Quiz Taxi eXtrem
- 2012: Es kommt noch dicker

## Diskografie
Album:
- 2001: 1–13

Singles:
- 2000: Melange
- 2001: Prinzessin
- 2001: Liebeslaube
- 2011: Cabdriver[4]
- 2016: Wien
- 2016: Facebook
- 2017: Wani Wida
- 2018: Alles
- 2019: Ganz egal
- 2019: Erde (feat. Leni)
- 2019: Hütteldorfer Erde
- 2019: Primus Maximus
- 2020: Sternenstaub
- 2020: Cinderella
- 2020: #wirbleibendaham